# Курносова, Ольга Владимировна
Ольга Владимировна Курносова (род. 24 февраля 1961, Ленинград) — российская политическая активистка радикально-демократического направления, видный деятель антипутинской оппозиции. В 1990—1993 — депутат Ленсовета 21-го созыва. Участвовала в создании Союза правых сил, Объединённого гражданского фронта, российской «Солидарности». Известна как непримиримая противница Владимира Путина и его режима, организатор Маршей несогласных и массовых протестных акций 2011—2013. Активно поддержала Украинскую революцию, в 2014—2019 — эмигрантка на Украине. В 2022 году, после начала российского вторжения на Украину, эмигрировала в Польшу, была делегатом «Съезда народных депутатов».

## В депутатском корпусе
Родилась в семье ленинградской технической интеллигенции. Отец — генеральный директор ВНИПИЭТ, руководитель группы проектировщиков саркофага Чернобыльской АЭС; мать — преподаватель физики в ЛИСИ. В 1984 Ольга Курносова училась на физическом факультете ЛГУ, была ленинским стипендатом. После окончания в 1984 поступила в аспирантуру Физико-технического института им А. Ф. Иоффе, работала под руководством Жореса Алфёрова. Окончила также юридический факультет. Кандидат физико-математических наук. Работала по специальности в Радиевом институте. Разведена, имеет двух сыновей и внука.
С 1989—1990 Ольга Курносова активно включилась в перестроечное общественное движение. Состояла в Ленинградском народном фронте. На мартовских выборах 1990 избрана в Ленсовет 21-го созыва с радикально-демократической платформой. Окружная избирательная комиссия объявила выборы недействительными, но сессия Ленсовета подтвердила полномочия Курносовой по представлению мандатной комиссии.
В Ленсовете Ольга Курносова стала секретарём депутатской комиссии по науке и высшей школе. Инициировала несколько документов по развитию образования в Ленинграде-Петербурге. Во время Августовского путча 1991 находилась в Мариинском дворце, активно участвовала в сопротивлении ГКЧП. Затем состояла в депутатской комиссии по расследованию роли в путче обкома КПСС.
Поддерживала реформы правительства Ельцина — Гайдара. В октябре 1993 выступила на стороне президента Ельцина против Верховного Совета. В отличие от большинства других депутатов, согласилась с роспуском Петросовета. Обосновывала свою позицию тем, что продвижение реформ важнее статуса отдельных политиков. После роспуска Петросовета занималась частным бизнесом и общественной деятельностью. Учредила и возглавляла несколько коммерческих структур и некоммерческих фондов. В 1996 вступила в либеральную партию Демократический выбор России (ДВР).

## В либеральной политике
С конца 1990-х вернулась в активную политику. Была заместителем председателя регионального отделения ДВР. Выступала с позиций радикального либерализма и антикоммунизма, против «номенклатурного реванша» и «ползучей реставрации». На выборах 1998 баллотировалась в Законодательное собрание Петербурга от блока «Согласие — Объединённые демократы», но избрана не была.
В 1999 Ольга Курносова участвовала в основании региональной структуры Союза правых сил (СПС). Возглавляла предвыборный штаб СПС в Петербурге. Дала резонансное интервью партийному изданию СПС, в котором призывала «начать наконец либеральные реформы». Первоначально принимала президентскую кандидатуру Владимира Путина. Несмотря на относительный успех СПС на думских выборах, уже в 2000 отмечала антилиберальную и антидемократическую ориентацию властей. Осудила нарушение «пакетного соглашения» в Госдуме, альянс путинского «Единства» с зюгановской КПРФ.
Резко критиковала Путина за отказ от либеральных структурных реформ и нарастание авторитарных тенденций. Весной 2001 организовала в Петербурге крупный митинг против разгона НТВ, в защиту свободных СМИ. Из-за резкой антипутинской позиции порвала с СПС. Создала организацию «Гражданская позиция» (ГП), провела несколько уличных протестных акций. После одного из таких выступлений произошло нападение неизвестных на активиста ГП художника Кирилла Миллера.
В 2005 Ольга Курносова стала соучредителем радикально-оппозиционного Объединённого гражданского фронта (ОГФ). Возглавляла структуру ОГФ в Петербурге, состояла в федеральном Политсовете, с 2009 — исполнительный директор ОГФ. Принадлежала к близкому окружению лидера ОГФ Гарри Каспарова. Организовывала публичные акции, конференции, переговоры ОГФ. Активно участвовала в уличных протестах, сотрудничала с НБП и «Другой Россией» при организации Маршей несогласных. С 2007 Курносова состояла в руководстве Координационного совета петербургской оппозиции. Вошла в руководящий орган движения «Солидарность» — Бюро федерального политсовета. Возглавляла петербургское отделение «Солидарности». Активно выступала также против петербургских региональных властей.

## В протестном движении
После думских выборов 2011 Ольга Курносова выдвинулась в группу лидеров протестного движения «снежной революции». Добилась от петербургской администрации разрешения 10-тысячного митинга 10 декабря 2011 на Пионерской площади. В январе 2012 инициировала создание Гражданского комитета (ГК СПб), в который вошли представители различных оппозиционных направлений — либералы, националисты, солидаристы, синдикалисты, социалисты, «нацболы» (в ГК СПб состояли, в частности, Андрей Пивоваров, Андрей Дмитриев, Николай Бондарик, Игорь Чепкасов, Станислав Бусыгин). 3 февраля 2012 ГК СПб организовал 30-тысячную оппозиционную демонстрацию. На митинг 25 февраля по приглашению Курносовой приезжал Алексей Навальный.
В мае 2012 Курносова участвовала в выезде петербургских активистов на московскую акцию на Болотной площади. Была задержана в день инаугурации Путина, но вскоре освобождена. Летом 2012 вновь проводила уличные акции, разворачивала в Петербурге молодёжный протестный лагерь «Оккупай-Исаакиевская». В сентябре организовала благотворительный концерт в поддержку политзаключённых с участием рок-групп ДДТ, Телевизор, Электрические партизаны, Последние танки в Париже.
При жёстком оппозиционном радикализме Курносова действовала сугубо в правовом поле. На переговорах с петербургской администрацией добивалась от властей согласования публичных акций, гарантировала соблюдение порядка, требовала выполнения договорённостей. Категорически осуждала внеправовые действия — например, нападение на судью Алексея Кузнецова в апреле 2013: «Человек, который это сделал, не может считаться оппозиционером. Такие действия наносят вред нашему имиджу».

## В радикальной политэмиграции
В конце 2013 Ольга Курносова активно поддержала Украинскую революцию. Организовала в Москве Комитет солидарности с Майданом, провела несколько акций. После аннексии Крыма и начала войны на Донбассе призывала создать Российское антивоенное движение. Под угрозой уголовного дела и физического насилия эмигрировала на Украину. Обосновалась в Киеве, выступала в СМИ, организовала экспертный проект «Русские вторники». Установила связи с различными политическими группами. В декабре 2016 приглашалась на конференцию в Будераже «Антибольшевистский блок народов как предпосылка создания единого фронта против кремлёвской агрессии».
В 2019 Курносова по личным обстоятельствам вернулась в Россию. Вновь эмигрировала в 2022, после массированного вторжения РФ на Украину. Перебралась в Польшу, обосновалась в Варшаве. Активно включилась в проект «Съезда народных депутатов» (СНД), тесно сотрудничает с Ильёй Пономарёвым. Состоит в Исполнительном совете, руководит Секретариатом СНД. По её словам, курирует законотворческий процесс — написание Конституции будущей Российской Республики, законов о самоуправлении и т. д. Участвует в форумах российской политэмиграции.
Позиционируется как сторонница «классического» либерализма (не скомпрометированного российской практикой). Выступает за парламентскую демократию, общественное самоуправление, рыночную экономику, верховенство закона, гарантии прав человека по Всеобщей декларации ООН 1948. Полностью поддерживает Украину в вооружённом противостоянии с РФ. Высказывается за сохранение единой России в границах 1991, но допускает отделение регионов при соответствующем волеизъявлении граждан и соблюдении законной процедуры. Отвергает тезис о якобы стремлении Запада «разрушить Россию» — по её мнению, Россия обладает достаточным потенциалом, чтобы успешно конкурировать на международной арене, поддерживая дружественные отношения с демократическими странами.
Принадлежит к радикальному крылу оппозиционной эмиграции, ориентированному на силовые методы. Считает, что объективная военно-политическая обстановка — в отличие от горбачёвских, ельцинских и даже раннепутинских времён — исключает мирный протест и избирательные процедуры. Выступает за сотрудничество эмигрантских политиков с вооружёнными формированиями, прежде всего Легионом «Свобода России». Возлагает надежды на раскол российских элит, особенно в спецслужбах. В интервью российскому издания отмечала, что возможность такого оборота событий наглядно продемонстрировал мятеж Пригожина, который заметно радикализировал российскую оппозицию.